# 針名神社
針名神社（はりなじんじゃ）は、愛知県名古屋市天白区にある神社である。尾張国愛智郡の式内社「針名神社」に比定されているが、後述するように異説もある。

## 歴史
江戸期まで天神と呼ばれていた。17世紀中頃成立の『寛文村々覚書』には「平針村...天神...前々除」とあり、17世紀初頭には既に天神として祀られていたらしい。1699年（元禄12年）の棟札が残っており「天神宮」と書かれている。江戸期以来、村瀬家（平針村の庄屋）が神官を務めてきた。
江戸前期まで現在地北西の天白川左岸の「元郷」という地にあったのが、1612年（慶長17年）に徳川家康の命で駿河街道の整備に伴い平針村ごと南へ移った時に当社も現在地に移転したという。現在も旧地の平針一丁目付近には「神田」などの地名が残るが、これは当社の神田があったことによる。
天野信景が当社を『延喜式神名帳』に記載のある尾張国愛知郡「針名神社」に比定し、以降は定説となった。しかし、天野が当社を針名神社に比定した根拠は所在地が愛知郡平針村で「針」の字が共通している点によるのみであり、「針名」と書かれた棟札は残っていない。江戸後期の郷土史家である津田正生は、平針村は中世以前は愛知郡ではなく山田郡であった地であるとし、当社を愛知郡の「針名神社」に比定することを真っ向から批判している。津田は、本来の「針名神社」は中村区烏森町の天神社であるとしている。近年の研究でも平針を含む天白区一帯は中世に山田郡であった可能性が高いことが示唆されており、当社を「針名神社」に比定することには一考の余地があると言える。
1872年（明治5年）に郷社に列した。1909年（明治42年）には近隣の八幡社を合祀し、応神天皇が祭神に加わった。現社殿・社務所・手水舎等は昭和天皇即位五十年の奉祝記念事業として1976年（昭和51年）11月6日に竣功した。境内地は約1万2000坪を有し、名古屋市内でも有数の規模を有する神社である。1982年（昭和57年）には天王祭の伝統行事「ちょうちんともし」が復興された。

## 祭神
主祭神の尾治針名根連命は、尾張氏の祖先神で尾張国一宮の真清田神社の祭神でもある天火明命の十四世孫にあたるとされ、父の尾綱根命とともに犬山市の針綱神社にも祀られている。配神として、大巳貴命（大国主命とも）また、記紀神話の国造りの際に全国を回って国土開拓を協力した神とされる少彦名神を祀っている。なお八幡神を1909年（明治42年）に合祀している。

## 祭典・神事
- 歳旦祭（元旦）
- 左義長（1月14日）
- 針名天神社祭（1月25日）
- 針名稲荷社初午祭
- 建国祭（2月11日）
- 祈年祭
- 大祓（6月・12月）
- 天王祭（海の日）
- 例祭（体育の日）
- 新嘗祭（勤労感謝の日）
- 天長祭

## ギャラリー
- 神門
- 境内